# Едіс Татлі
Едіс Татлі (фін. Edis Tatli; 13 серпня 1987) — фінський професійний боксер, чемпіон Європи за версією EBU (2015—2017, 2017—2018) у легкій вазі.

## Ранні роки
Татлі народився в Призрені, Югославія, на території сучасного Косово, від батька турка та матері албанки. Він переїхав з батьками до Фінляндії у віці чотирьох років. У віці чотирнадцяти років почав займатися боксом.

## Професіональна кар'єра
2007 року дебютував на професійному рингу. 2012 року виграв вакантний титул чемпіона Європейського Союзу за версією EBU у легкій вазі, а в березні 2013 року — титул WBA Inter-Continental. Він двічі успішно захищав титул WBA Inter-Continental, у тому числі проти Мзонке Фана (ПАР).
20 серпня 2014 року вийшов на бій проти чемпіона світу за версією WBA у легкій вазі Річарда Абриль (Куба) і програв рішенням більшості.
25 квітня 2015 року бився з Іваном Менді (Франція) за вакантний титул чемпіона Європи за версією EBU у легкій вазі і переміг одностайним рішенням суддів.
Провівши три успішних захиста, 6 травня 2017 року Татлі захищав титул EBU проти високорейтингового Франческо Патери (Бельгія). Поєдинок завершився перемогою Патери розділеним рішенням суддів. У матчі-реванші 12 грудня 2017 року Татлі був агресивним більшу частину часу, і хоча йому не вдалося жодного разу надіслати Патеру в нокдаун, усі судді оцінили бій на його користь.
20 квітня 2019 року вийшов на бій проти Теофімо Лопеса (США) і зазнав поразки нокаутом в 5 раунді після потужного удару американця по корпусу фіна.